# Número de coordenação
Para compreender este conceito temos de ter como referencia o Modelo Atómico de Dalton, em que o átomo é descrito como uma esfera.
O Número de Coordenação de um átomo é o número de átomos vizinhos em contacto com esse mesmo átomo. 
ou: é o número de átomos a tocar num átomo especifico. 
Para estruturas cristalinas metálicas:
CFC (Cúbica de Face Centrada) o número de coordenação é 12.
CCC (Cúbica de Corpo Centrado) o número de coordenação é 8.
Hexagonal é 12.
Para cristais cerâmicos em que a ligação é iónica, o número de coordenação depende da razão: Raio do Catião/Raio do Anião.
Os catiões, tendo carga positiva porque cederam electrões, têm volume menor que os aniões. Assim esta razão é menor que 1.
O número é bastante importante porque revela segredos sobre a dureza e ductibilidade do material.
| Número de Coordenação | Rc/Ra       |
| --------------------- | ----------- |
| 2                     | <0.155      |
| 3                     | 0.155-0.225 |
| 4                     | 0.225-0.414 |
| 6                     | 0.414-0.732 |
| 8                     | 0.732-1.0   |